# Бикерстафф, Джей Би
Джон-Блэр «Джей Би» Бикерстафф (англ. John-Blair "J.B." Bickerstaff; род. 20 марта 1979 года в Денвере, штат Колорадо, США) — американский баскетболист и тренер, главный тренер клуба НБА «Детройт Пистонс». На студенческом уровне играл за университет штата Орегон и Миннесотский университет.

## Карьера игрока

### Карьера в колледже
Бикерстафф выступал за команду университета штата Орегон «Орегон Стэйт Биверс» первые два сезона и за команду Миннесотского университета «Миннесота Голден Гоферс» последние 2 сезона. По итогам 4 сезонов Бикерстафф набирал в среднем 8,0 очков, 6,1 подборов и 4,0 ассистов за игру.

## Карьера тренера
С 2004 по 2007 год Бикерстафф работал ассистентом главного тренера, которым был его отец — Берни Бикерстафф, в команде НБА «Шарлотт Бобкэтс». С 2007 по 2011 год он работал ассистентом главного тренера «Миннесота Тимбервулвз».
15 июля 2011 года Бикерстафф стал ассистентом главного тренера «Хьюстон Рокетс». 18 ноября 2015 года Бикерстафф стал исполняющим обязанности главного тренера Хьюстона после увольнения Кевина Макхейла. В тот же день Бикерстафф сделал свой дебют в качестве главного тренера команды НБА в победе над «Портленд Трейл Блейзерс» со счётом 108—103 в овертайме.

### Мемфис Гриззлис (2016—2017)
8 июня 2016 года Бикерстафф стал главным ассистентом главного тренера в «Мемфис Гриззлис». 27 ноября 2017 года он стал исполняющим обязанности главного тренера Мемфиса после увольнения Дэвида Физдейла. 1 мая 2018 года Бикерстафф был назначен главным тренером Мемфиса. 11 апреля 2019 года он был уволен после непопадания команды в плей-офф.

### Кливленд Кавальерс (2019—2024)
19 мая 2019 года Бикерстафф стал главным ассистентом главного тренера в «Кливленд Кавальерс». 19 февраля 2020 года был назначен главным тренером Кливленда после увольнения Джона Билайна. 10 марта 2020 года Бикерстафф и Кливленд заключили многолетний контракт. 25 декабря 2021 года «Кавальерс» подписали с Бикерстаффом многолетний контракт. 23 мая 2024 года Бикерстафф был уволен «Кавальерс».

### Детройт Пистонс (2024—настоящее время)
30 июня 2024 года стало известно, что Бикерстафф станет новым главным тренером клуба «Детройт Пистонс». Стороны заключили контракт на 5 лет.

## Статистика

### Статистика в NCAA
| Сезон | Команда      | Conf         | Class        | GP | GS | MPG  | FG%  | 3P%  | FT%  | RPG | APG | SPG | BPG | PPG  |
| --- | ------------ | ------------ | ------------ | -- | -- | ---- | ---- | ---- | ---- | --- | --- | --- | --- | ---- |
| 1996/97 | Орегон Стэйт | Pac-10       | FR           | 27 | 15 | 23,7 | 48,1 | 16,7 | 55,7 | 3,0 | 2,0 | 1,2 | 0,4 | 5,2  |
| 1997/98 | Орегон Стэйт | Pac-10       | SO           | 28 | 24 | 30,2 | 54,4 | 35,1 | 50,9 | 4,7 | 3,5 | 1,1 | 0,3 | 8,6  |
| 1999/00 | Миннесота    | Big Ten      | JR           | 20 | 20 | 29,5 | 55,3 | 50,0 | 44,1 | 5,4 | 2,3 | 1,5 | 0,7 | 7,7  |
| 2000/01 | Миннесота    | Big Ten      | SR           | 23 | 23 | 32,1 | 52,7 | 31,6 | 64,0 | 6,1 | 4,0 | 1,0 | 0,4 | 10,9 |
| Всего | Всего        | Всего        | Всего        | 98 | 82 | 19,1 | 52,9 | 33,3 | 54,9 | 3,1 | 2,0 | 0,8 | 0,3 | 5,3  |
| Орегон Стэйт | Орегон Стэйт | Орегон Стэйт | Орегон Стэйт | 55 | 39 | 27,0 | 51,9 | 32,6 | 52,8 | 3,9 | 2,8 | 1,2 | 0,3 | 6,9  |
| Миннесота | Миннесота    | Миннесота    | Миннесота    | 43 | 43 | 30,9 | 53,8 | 34,8 | 57,1 | 5,8 | 3,2 | 1,3 | 0,6 | 9,4  |
| Наведите курсор мыши на аббревиатуры в заголовке таблицы, чтобы прочесть их расшифровку Статистика приведена с сайта sports-reference.com |              |              |              |    |    |      |      |      |      |     |     |     |     |      |

### Тренерская статистика
| Команда  | Сезон   | G   | W  | L   | W–L% | Итог                       | PG | PW | PL | Результат                |
| -------- | ------- | --- | -- | --- | ---- | -------------------------- | -- | -- | -- | ------------------------ |
| Хьюстон  | 2015/16 | 71  | 37 | 34  | .521 | 4 в Юго-Западном дивизионе | 5  | 1  | 4  | Проигрыш в первом раунде |
| Мемфис   | 2017/18 | 63  | 15 | 48  | .238 | 5 в Юго-Западном дивизионе | —  | —  | —  | Не попали                |
| Мемфис   | 2018/19 | 82  | 33 | 49  | .402 | 3 в Юго-Западном дивизионе | —  | —  | —  | Не попали                |
| Кливленд | 2019/20 | 11  | 5  | 6   | .455 | 5 в Центральном дивизионе  | —  | —  | —  | Не попали                |
| Всего    | Всего   | 227 | 90 | 137 | .396 |                            | 5  | 1  | 4  |                          |